# Hamza Jelassi
Hamza Jelassi (in arabo حمزة الجلاصي‎?; Tunisi, 29 settembre 1991) è un calciatore tunisino, difensore o centrocampista dell'Espérance e della nazionale tunisina.

## Statistiche

### Cronologia presenze e reti in nazionale
| Cronologia completa delle presenze e delle reti in nazionale ― Tunisia | Cronologia completa delle presenze e delle reti in nazionale ― Tunisia | Cronologia completa delle presenze e delle reti in nazionale ― Tunisia | Cronologia completa delle presenze e delle reti in nazionale ― Tunisia | Cronologia completa delle presenze e delle reti in nazionale ― Tunisia | Cronologia completa delle presenze e delle reti in nazionale ― Tunisia | Cronologia completa delle presenze e delle reti in nazionale ― Tunisia | Cronologia completa delle presenze e delle reti in nazionale ― Tunisia |
| Data                                                                   | Città                                                                  | In casa                                                                | Risultato                                                              | Ospiti                                                                 | Competizione                                                           | Reti                                                                   | Note                                                                   |
| ---------------------------------------------------------------------- | ---------------------------------------------------------------------- | ---------------------------------------------------------------------- | ---------------------------------------------------------------------- | ---------------------------------------------------------------------- | ---------------------------------------------------------------------- | ---------------------------------------------------------------------- | ---------------------------------------------------------------------- |
| 21-9-2019                                                              | Radès                                                                  | Tunisia                                                                | 1 – 0                                                                  | Libia                                                                  | Qual. CHAN 2020                                                        | -                                                                      |                                                                        |
| 20-10-2019                                                             | Salé                                                                   | Libia                                                                  | 1 – 2                                                                  | Tunisia                                                                | Qual. CHAN 2020                                                        | -                                                                      |                                                                        |
| 21-11-2023                                                             | Blantyre                                                               | Malawi                                                                 | 0 – 1                                                                  | Tunisia                                                                | Qual. Mondiali 2026                                                    | -                                                                      | 90+2’                                                                  |
| 23-3-2024                                                              | Cairo                                                                  | Tunisia                                                                | 0 – 0 (4 – 5 dtr)                                                      | Croazia                                                                | Amichevole                                                             | -                                                                      |                                                                        |
| 26-3-2024                                                              | Il Cairo                                                               | Nuova Zelanda                                                          | 0 – 0 (2 – 4 dtr)                                                      | Tunisia                                                                | Amichevole                                                             | -                                                                      | 46’                                                                    |
| Totale                                                                 |                                                                        | Presenze                                                               | 5                                                                      |                                                                        | Reti                                                                   | 0                                                                      |                                                                        |

## Palmarès

### Club

#### Competizioni nazionali
- Coppa di Tunisia: 1

Sfaxien: 2018-2019
- Supercoppa di Tunisia: 1

Monastir: 2020
- Campionato tunisino: 1

Étoile du Sahel: 2022-2023